# Київська обласна енергопостачальна компанія
ТОВ «КИЇВСЬКА ОБЛАСНА ЕНЕРГОПОСТАЧАЛЬНА КОМПАНІЯ» (ТОВ «КИЇВСЬКА ОБЛАСНА ЕК») створена Приватним акціонерним товариством «Київобленерго» на виконання вимог Закону України «Про ринок електричної енергії» щодо відокремлення оператора системи розподілу від постачання електричної енергії.
14 червня 2018 року Національною комісією, що здійснює державне регулювання у сферах енергетики та комунальних послуг, (далі - Регулятор) прийнято рішення про видачу ТОВ «Київська обласна енергопостачальна компанія» ліцензії на право провадження господарської діяльності з постачання електричної енергії споживачу.
ТОВАРИСТВО З ОБМЕЖЕНОЮ ВІДПОВІДАЛЬНІСТЮ «КИЇВСЬКА ОБЛАСНА ЕНЕРГОПОСТАЧАЛЬНА КОМПАНІЯ»  виконує функції постачальника електричної енергії на території України. Крім того, ТОВ «КИЇВСЬКА ОБЛАСНА ЕК» виконує функції постачальника універсальних послуг, тобто постачальника електричної енергії побутовим та малим непобутовим споживачам, на території Київської області.
У ТОВ «КИЇВСЬКА ОБЛАСНА ЕК» працює кваліфікований персонал з багаторічним досвідом роботи в електроенергетичній галузі, який професійно та якісно забезпечить надійне постачання електричної енергії кожному споживачу.

## Історія
1 січня 2019 року в Україні в рамках реформи ринку електроенергії відбулося відокремлення функцій розподілу та постачання (анбандлінг, від англ. unbundling — роз'єднання).
У результаті розділення обленерго у кожному регіоні розпочали роботу різні компанії — оператори системи розподілу і постачальники.